# Julia Potocka
Julia Teresa Potocka z Lubomirskich (ur. 1767 w Paryżu, zm. 26 sierpnia 1794 w Krakowie) – dama, córka marszałka wielkiego koronnego Stanisława Lubomirskiego i Izabeli Lubomirskiej z Czartoryskich, żona pisarza i podróżnika Jana Potockiego.
Znana i podziwiana przez arystokratyczną śmietankę Warszawy za swoją urodę oraz osobisty wdzięk, zwana Giulietta la bella. Wydana w 1785 przez matkę, jedną z najbogatszych osób w I Rzeczypospolitej, pierwszą damę warszawskich salonów, czułą przyjaciółkę Stanisława Augusta Poniatowskiego i organizatorkę damskich lóż masońskich, za hrabiego Jana Potockiego, podróżnika i pisarza, mającego opinię ekscentryka, późniejszego autora Rękopisu znalezionego w Saragossie. Zaraz po ślubie towarzyszyła mężowi w kolejnej, tym razem trzyletniej podróży po Europie (Włochy, Francja, Anglia, Holandia). Małżeństwo nie układało się dobrze, a Julia większość czasu spędziła z przebywającą wówczas w Paryżu i Wersalu matką, uczestnicząc zarówno w życiu dworu królewskiego, jak i utrzymując kontakty z opozycyjnymi środowiskami intelektualnymi i artystycznymi w okresie wrzenia przedrewolucyjnego. We Francji Julia urodziła dwóch synów: Alfreda (1785) i Artura (1787).
W kwietniu 1788 Potoccy wrócili do Polski. Jan, nieznający praktycznie języka polskiego, włączył się w życie polityczne posłując na Sejm Czteroletni. Potocka zaangażowała się w salonową działalność stronnictwa wspierającego Konstytucję 3 Maja. Tam poznała młodego oficera i posła na Sejm Wielki księcia Eustachego Sanguszkę. Ich jawny, gorący romans wzbudził sensację w Warszawie, nawet w swobodnych czasach stanisławowskich. Kochanków rozdzieliła historia. Eustachy walczył w wojnie w obronie Konstytucji z Rosją w 1792, a później w powstaniu kościuszkowskim, Julia udała się do matki do Łańcuta. Prowadzili ożywioną korespondencję. W 1794 Julia zmarła w Krakowie na gruźlicę. Jej synowie odziedziczyli, po śmierci babki Izabeli, znaczną część fortuny łańcuckich Lubomirskich, m.in. sam Łańcut.
W historii łańcuckiego zamku Julia zapisała się jako Biała Dama. Preferowała ten kolor, w odróżnieniu od matki, znanej jako Błękitna Dama. Razem z Diabłem Łańcuckim stanowią troje wiecznych mieszkańców zamku. Julię można, przy odrobinie wyobraźni, zobaczyć w bieli w apartamencie chińskim na pierwszym piętrze, piszącą list do ukochanego przy rokokowym sekretarzyku.